# I Write Sins Not Tragedies
"I Write Sins Not Tragedies" é o segundo single da banda de rock alternativo Panic! at the Disco, do álbum A Fever You Can't Sweat Out (2005). 
Foi lançado em 17 de Janeiro de 2006 em Compact Disc e em vinil de sete polegadas. A canção foi escrita por Ryan Ross. Brendon Urie considera que a mesma tem sido sobrevalorizada pelo público, que se esquece das outras canções do álbum. Essa música também deu a eles o prêmio de melhor videoclipe do ano no Video Music Awards da MTV.
Em 2011, a mesma MTV criou uma votação com os vencedores dos Video Music Awards da Década de 2000. Nessa estiveram concorrendo clipes famosos como "Bad Romance" de Lady Gaga, "Single Ladies (Put A Ring On It)" de Beyoncé, e Rihanna  com o clipe "Umbrella". O clipe da banda, I Write Sins Not Tragedies, esteve concorrendo por ser o vencedor da premiação de videoclipe do ano em 2006. O clipe acabou se tornando vencedor da premiação de melhor videoclipe da Década de 2000 com 51.22% dos votos, deixando outros gigantes da música pra trás.  
Pode-se dizer que a música "I Write Sins Not Tragedies" (e as demais da banda) pertencem ao estilo alternativo, mas, segundo o quarteto, suas composições não pertencem a nenhum estilo. Elas são escritas de acordo com o gosto deles, sem qualquer padrão estabelecido.

## Videoclipe
"I Write Sins Not Tragedies" é o primeiro single da banda Panic! At The Disco a ter um videoclipe. ("The Only Difference Between Martyrdom and Suicide Is Press Coverage" foi o primeiro single, mas não foi gravado nenhum clipe.) O clipe da música ocorre em um circo temático estranho gravado no "Lucent Dossier Vaudeville Cirque".
O vídeo começa com a noiva, interpretada por Jessie Preston, e o noivo, interpretado por Daniel Isaac, prestes a casar. A família da noiva se veste e se comporta formalmente. A família do noivo é de classe média-baixa em que os membros trabalham como foliões, e interrompem o casamento. O diretor de anfiteatro, interpretado por Brendon Urie, atua como narrador e interrompe os eventos. Depois de uma discussão entre as duas famílias, a noiva irrita-se e é seguida por um dos convidados. O diretor do anfiteatro conduz o noivo para fora da festa, onde a noiva está beijando o convidado que a seguiu fora da igreja. O noivo desfaz o nó da gravata, olhando chocado a cena, e Urie e o noivo fazem uma reverência para a câmera. O diretor do anfiteatro seria o alter ego do noivo.

## Desempenho nas paradas
| Parada Musical (2006)                                | Melhor posição |
| ---------------------------------------------------- | -------------- |
| Austrália (ARIA)                                     | 12             |
| Bélgica (Ultratip Bubbling Under de Flandres)        | 12             |
| O campo songid é OBRIGATÓRIO PARA PARADA ALEMÃ       | 66             |
| Países Baixos (Dutch Top 40)                         | 29             |
| Nova Zelândia (Recorded Music NZ)                    | 5              |
| Reino Unido UK Singles (The Official Charts Company) | 25             |
| Estados Unidos Billboard Hot 100                     | 7              |
| Estados Unidos Billboard Alternative Songs           | 12             |
| Estados Unidos Billboard Adult Pop Songs             | 16             |
| Estados Unidos Billboard Pop Songs                   | 2              |